# Землетрясение в Вальпараисо (1906)
Землетрясение в Вальпараисо — одна из самых трагичных и разрушительных природных стихий в истории Чили, которая обрушилась на чилийский портовый город Вальпараисо 16 августа 1906 года в 19:55 по местному времени. Землетрясение унесло жизни 3882 человек.
Эпицентр землетрясения находился в море у побережья одноимённой области, а его магнитуда оценивалась в 8,2 балла. Это землетрясение началось через тридцать минут после окончания землетрясения на Алеутских островах.
В результате подземных толчков большая часть города Вальпараисо была разрушена; а центральной части Чили от Ильяпеля до Тальки был нанесен серьезный ущерб. Землетрясение ощущалось от Такны до Пуэрто-Монта. Сообщалось, что землетрясение длилось четыре минуты, затем образовалось цунами.
Было расстреляно не менее 15 человек, пойманных на мародерстве после землетрясения. Через несколько недель после землетрясения был сформирован Совет по реконструкции. Также была создана Сейсмологическая служба Чили.